# اقتصاد مهندسی
اقتصاد مهندسی از شاخه‌های علم اقتصاد است و از روشهای تحلیلی که در برآورد هزینه و تعیین ارزش سیستمها، فراوردهها و خدمات به کار می‌روند، گفتگو می‌کند. این واحد یکی از پایه ای‌ترین و پرکاربردترین دروس رشته مهندسی صنایع در مقطع کارشناسی ارشد می‌باشد. در طول دورهٔ کارشناسی این رشته، صحبت از مفاهیم اقتصاد به میان آمد که در کارشناسی ارشد این مطلب به صورت گسترده‌تر و با استفاده از انواع شیوه‌ها در جهت حل مسائل اقتصادی مطرح شد. اقتصاد مهندسی از شاخه‌های علم اقتصاد است و از روشهای تحلیلی که در برآورد هزینه و تعیین ارزش سیستم‌ها، فراورده‌ها و خدمات به کار می‌روند، گفتگو می‌کند. موفقیت در حل مسائل مهندسی غالباً به توانایی و بررسی هر دو عامل اقتصادی و فنی وابسته‌است. مهندسان باید مسئولیت تفسیر اقتصادی کار خود را خود بر عهده گیرند. برای بر قرار کردن ارتباط بین جنبه‌های فنی و اقتصادی کارهای مهندسی، تسلط یافتن مهندسان بر مفاهیم بنیانی تحلیل‌های اقتصادی لازم است.
اقتصاد مهندسی، مجموعه تکنیک‌هایی است که فرایند مقایسه بین گزینه‌های قابل انتخاب را بر پایهٔ اصولی اقتصادی، ساده‌سازی می‌کند. اقتصاد مهندسی در واقع ابزاری برای انتخاب بهترین یا به عبارتی مقرون به صرفه‌ترین گزینه از میان گزینه‌های پیش روی مهندسین است. به عبارت دیگر، اقتصاد مهندسی، ابزار اصلی تصمیم‌گیری مهندسین در پروژه هاست. مباحث علمی و فنّی مطرح شده در طول دوره‌های تحصیلیِ رشته‌های مهندسی، گزینه‌های مختلفی را برای انجام امورِ محوّل شده به مهندسین، پیش روی آنها گذارده که همگی به لحاظ فنّی و مهندسی قابل اجرا هستند. امّا، این اقتصاد مهندسی است که مشخص می‌کند از میان گزینه‌های مختلفِ قابل اجرا از لحاظ فنّی، کدامیک به لحاظ اقتصادی توجیه پذیر بوده و کدامیک فاقد توجیه اقتصادی است.
به بیان دیگر، اگر قابلیت فنّی اجرای گزینه‌ها و پروژه‌های مهندسی، شرط لازم انجام آنهاست، قابلیت مالی یا همان «توجیه اقتصادیِ» آنها نیز شرط کافی در اجرای آنها خواهد بود. اقتصاد مهندسی به‌طور مشخص، به مقولهٔ دوم که همان بررسی توجیه پذیری اقتصادیِ گزینه‌های پیش روی مهندسین است، می‌پردازد.
نیاز به اقتصاد مهندسی از زمانی احساس شد که مهندسین به تجزیه و تحلیل اقتصادیِ تصمیمات مربوط به پروژه‌های مهندسی روی آوردند. اقتصاد مهندسی در حقیقت، قلب تپندهٔ فرایند تصمیم‌گیری است.
تصمیمات مورد بحث در اقتصاد مهندسی، دربردارندهٔ عناصری اساسی از قبیل جریان‌های نقدی پول، زمان و نرخ‌های بهره هستند. در نهایت، اقتصاد مهندسی کمک می‌کند تا با استفاده از روش‌های منطقی و ریاضیاتی، تصمیم‌گیری‌های بهتر و اقتصادی تری صورت گیرد.
موفقیت در حل مسائل مهندسی غالباً به توانایی و بررسی هر دو عامل اقتصادی و فنی وابسته‌است. مهندسان باید مسئولیت تفسیر اقتصادی کار خود را خود بر عهده گیرند. برای بر قرار کردن ارتباط بین جنبه‌های فنی و اقتصادی کارهای مهندسی، تسلط یافتن مهندسان بر مفاهیم بنیانی تحلیل‌های اقتصادی لازم است.
در تعریف اینکه اقتصاد مهندسی چه چیزی است، مفید خواهد بود که بدانیم اقتصاد مهندسی چه چیزی نیست. اقتصاد مهندسی، فرایند یا روشی برای تعیین اینکه چه گزینه‌هایی برای انتخاب وجود دارند، نمی‌باشد. بلکه برعکس، رسالت اقتصاد مهندسی، دقیقاً بعد از مرحله شناساییِ گزینه‌های قابلِ انتخاب، شروع می‌شود. اگر بهترین گزینه واقعاً گزینه‌ای باشد که مهندس، آن را به عنوان یک گزینهٔ قابلِ انتخاب، شناسایی نکرده باشد، در این صورت بدیهی است که استفاده از تمام ابزارهای تحلیلیِ اقتصاد مهندسی، به انتخاب آن گزینه منجر نخواهد شد.
گزینه‌های قابلِ انتخاب در امور مهندسی، معمولاً دربردارندهٔ مواردی از قبیل هزینهٔ خرید (هزینهٔ اولیه)، عمر مفیدِ پیش‌بینی شده، هزینه‌های سالانه نگهداری دارایی‌ها (هزینه‌های عملیاتی و نگهداری دارایی‌ها)، افزایش در آمد ارزش فروش مجددِ پیش‌بینی شده (ارزش اسقاطی)، و نرخ بهره می‌باشد. بعد از جمع‌آوری آمار، ارقام و برآوردهای مربوطه، تحلیل اقتصاد مهندسی می‌تواند راهنمای تعیین بهترین گزینه از دیدگاه علم اقتصاد باشد.

### اقتصاد مهندسی-ارزیابی اقتصادی پروژه‌های صنعتی
تحلیل اقتصادی پروژه، تکنیکهای مقایسه و تصمیم‌گیری و انتخاب از میان راه حل‌ها، بر اساس شرایط مطلوب پولی یا اقتصادی را شامل می‌شود. به همان میزان که تکنولوژی صنعتی افزایش می‌یابد، تصمیم‌گیری اقتصادی نیز مشکل‌تر و حساس تر می‌شود. مجموعاً استفاده از این تکنیکها دارای اهمیت اساسی هستند، زیرا میزان سود یا ضرر حاصل از کیفیت راه حل خاص انتخاب شده، بستگی به استفاده بجا از این تکنیک‌ها را دارد.

## شناسایی یک موضوع قابل بررسی
نقطه شروع در هر تلاش آگاهانه برای تصمیم‌گیری منطقی، شناخت موضوع، مشکل یا نارسایی و جوانب موجود می‌باشد. در شرایط خاص، شناسایی موضوع آسان است، مثلاً یک دستگاه خراب یا دستگاهی با قابلیت تولید نسبتاً ناکافی، به راحتی سبب شناسایی مشکل می‌شود. اما معمولاً مشکلات با وجود اهمیتی که در کاهش یا ایجاد مشکلات آینده دارند، بدون تحقیق و تدبر قابل تشخیص نیستند. در حالیکه آگاهی از موضوع یا مشکل سبب حل یا تغییر آن در جهت سود رسانی می‌شود.

## بررسی سیستم‌های تحلیل
سیستم‌های تحلیل، دسته ای از مراحل مربوط به هم می‌باشند که نتایج اصلی طرح و مدیریت را بررسی کرده و چگونگی همکاری افراد، پول و مواد را برای رسیدن به اهداف بزرگتر مشخص می‌نمایند.
این سیستم‌ها ضمن اینکه بررسی اهداف مناسب و مقایسه بر حسب کمیت را شامل می‌شوند، در بعضی از موارد اثرات و خطرات و هزینه ساز را همراه با تدابیر و راه حلهای استراتژیک به منظور حصول آن اهداف و نیز فرمول بندی راه حل‌ها در صورت نیاز به آن آزموده‌ها را در برمی گیرند.
سیستم‌های تحلیل از طریق مختلف در پی بدست آوردن شیوه برخورد با مشکلات می‌باشند که عبارتند از کشف علمی و اصولی اهداف، راه حل‌ها، فرضیات، موازین و خطراتی که در کل بعنوان یک سیستم جامع محسوب می‌شوند. این نحوه تحلیل، مناسبات مشترکی که تشکیل دهنده یک سیستم می‌باشند را آشکار می‌نماید. دامنه وسعت تعریف یک سیستم به اندازه ای است که شخص می‌تواند آن را به یک اداره، یک سازمان (در مفهوم کلی آن)، یک اقتصاد ملی و در کل به جهان اطلاق نماید. سیستم‌های تحلیل در اصل، استفاده از مفاهیم اقتصادی بسیار ظریف و قدیمی و راه حل تعیین شده برای مشکلات را شامل می‌شوند که عموماً در برگیرنده استفاده از بعضی از ابزارهای تحلیلی هستند، مانند: مفاهیم جانبی تحلیل و تکنیکهای بهینه‌سازی برای تعیین راه حل‌های برتر، کاربردپذیری و تصمیم‌گیری تئوری برای مشخص کردن و تعریف موقعیت‌های کاملاً مطلوب و میزان کارایی تحلیل برای بررسی و تحقیق اعتبار و درستی نتایج. یک سیستم تحلیل کارآمد، چه با تکنیکهای پیچیده سطح بالا و چه در سطوح معمولی، سیستمی است که به دقت،نتایج مهم و بحث و راه حل‌ها را شناسایی می‌کند و هزینه‌ها و سودهای مختلف هر طرح را به شیوه ای مستدل برای افراد مسئول در جهت آخرین تصمیم‌گیری‌ها شرح می‌دهد.
پنج محور اصلی در یک سیستم تحلیل به شرح زیر می‌باشند
1. شرح اهداف
2. فرمول بندی معیارهای تاثیرپذیر
3. ارائه راه حل‌ها
4. ارزیابی راه حل‌ها
5. انتخاب راه حل‌ها

نکات پوشیده‌ای در چگونگی استفاده از سیستم‌های تحلیل وجود دارد. با افزایش میزان وسعت یا عرصه عمل سیستم، تعداد فاکتورهای متغیر یا پارامترها افزایش می‌یابند، از اینرو تشخیص محدوده سیستم حائز اهمیت است. گسترش دامنه سیستم‌های تحلیل همراه با دید جزئی نسبت به پروژه برای دستیابی به برآوردها و ارزیابی‌ها، در بسیاری از شرایط که بدون تردید به آسانی قابل تقلیل نمی‌باشد (و در راه حل‌ها نقش اساسی دارند) در تصمیم‌گیری ضروری است.

## شبیه‌سازی
شبیه‌سازی عبارت از وانمود کردن یا فرض کردن ظاهر چیزی، بدون داشتن شکل حقیقی آن است. در اقتصاد مهندسی، شبیه‌سازی برای وانمود کردن یک سیستم حقیقی، به منظور مشاهده و کسب اطلاعات از ظاهر آن سیستم حقیقی بکار می‌رود. این خروج از واقعیت دارای مزایائی برای مشاهده بهتر یک سیستم حقیقی است. در واقع مشاهده را می‌توان ساده‌تر و کم هزینه تر و با در نظر گرفتن کلیه عوامل انجام داد.
امروزه استفاده از شبیه‌سازی بسرعت افزایش یافته و با دسترسی به کامپیوتر، تجزیه و تحلیل با آگاهی و بصیرت بیشتر انجام می‌شود. شبیه‌سازی کامپیوتری یک راه مؤثر برای بیان روابط اقتصادی پیچیده می‌باشد که زحمت استفاده از روشهای سعی و خطا را کم کرده‌است. برای حل مسائلی که دارای مدلهای قابل حل نیستند (مانند مدل‌های غیر خطی یا مدل‌های کنترل موجودی که همزمان سفارش و هم نرخ تقاضا متغیر است) می‌توان آنها را با استفاده از تکنیکهای شبیه‌سازی حل و اثر عددی طرحهای مختلف را بررسی نمود. باید توجه داشت که شبیه‌سازی همیشه نمی‌تواند بهینه بودن جواب را تضمین نماید.

## شبیه‌سازی مونت کارلو
مونت کارلو نام معروفی برای تکنیک شبیه‌سازی است که از تولید اعداد تصادفی برای انتخاب رویدادهای معین، با توجه به توزیع احتمالی وقوع آن رویداد استفاده می‌کند. برای تولید اعداد تصادفی می‌توان از سکه، تاس، چرخ گردان و غیره استفاده کرد. رایج‌ترین نوع، جدول اعداد تصادفی است که در آن اعداد به‌طور تصادفی و بدون ترتیب و الگوی خاص توزیع شده‌اند. الگوریتم اعداد تصادفی در کلیه میکرو کامپیوترها نیز موجود است.